# Gewone iora
De gewone iora (Aegithina tiphia) is een kleine zangvogel uit de gelijknamige familie Iora's die voorkomt in India en Zuidoost-Azië.

## Kenmerken
De gewone iora is een overwegend groen en geel gekleurde zangvogel van 14 cm lengte. Het zijn insectenetende vogels die bladeren afzoeken op ongewervelde prooien. De vogel is van boven olijfgroen en van onderen geel tot geelgroen. De iris is wit met een gele oogring. De vleugels zijn donker met een duidelijke dubbele witte vleugelstreep. Het mannetje is donkerder van boven en heeft een zwarte staart, het vrouwtje is daar olijfgroen. Ondersoorten die in India voorkomen zijn heldergeel van onderen en in de overige delen van het verspreidingsgebied neigt de kleur meer naar groen.

## Verspreiding en leefgebied
De gewone iora komt voor op het Indische Subcontinent, in heel Indochina, op de Grote Soenda-eilanden en het westen van de Filipijnen. Het is een algemene vogel van bosranden, gebieden met struikgewas langs kusten, mangrovebos, tuinen en plantages tot op 900 m boven de zeespiegel.
De soort telt elf ondersoorten:
- A. t. multicolor: zuidwestelijk India en Sri Lanka.
- A. t. deignani: zuidelijk en oostelijk India, noordelijk en centraal Myanmar.
- A. t. humei: centraal India.
- A. t. tiphia: van noordelijk India tot westelijk Myanmar.
- A. t. septentrionalis: de noordwestelijke Himalaya.
- A. t. philipi: het zuidelijke deel van Centraal-China, oostelijk Myanmar, noordelijk Thailand en noordelijk en centraal Indochina.
- A. t. cambodiana: zuidoostelijk Thailand, Cambodja en zuidelijk Vietnam.
- A. t. horizoptera: zuidoostelijk Myanmar en zuidwestelijk Thailand, Malakka, Sumatra en de nabijgelegen eilanden.
- A. t. scapularis: Java en Bali.
- A. t. viridis: centraal en zuidelijk Borneo.
- A. t. aequanimis: noordelijk Borneo en Palawan (Filipijnen).

## Status
De gewone iora heeft een groot verspreidingsgebied en daardoor alleen al is de kans op uitsterven uiterst gering. De grootte van de populatie is niet gekwantificeerd. Er is niets bekend over trends maar het is een algemeen voorkomende vogel. Om deze redenen staat deze iora als niet bedreigd op de Rode Lijst van de IUCN.

Foto's gemaakt in India
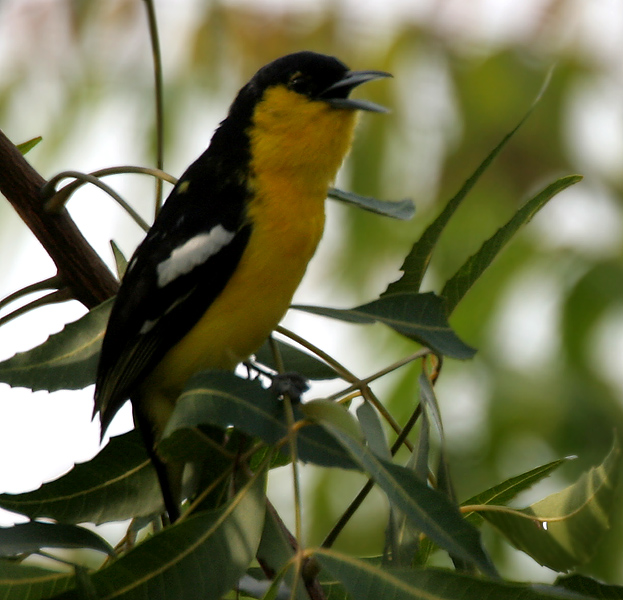
Mannetje
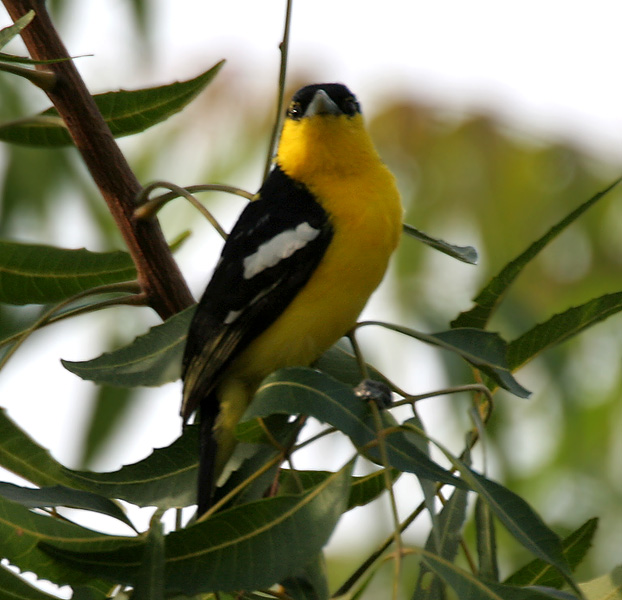
Mannetje
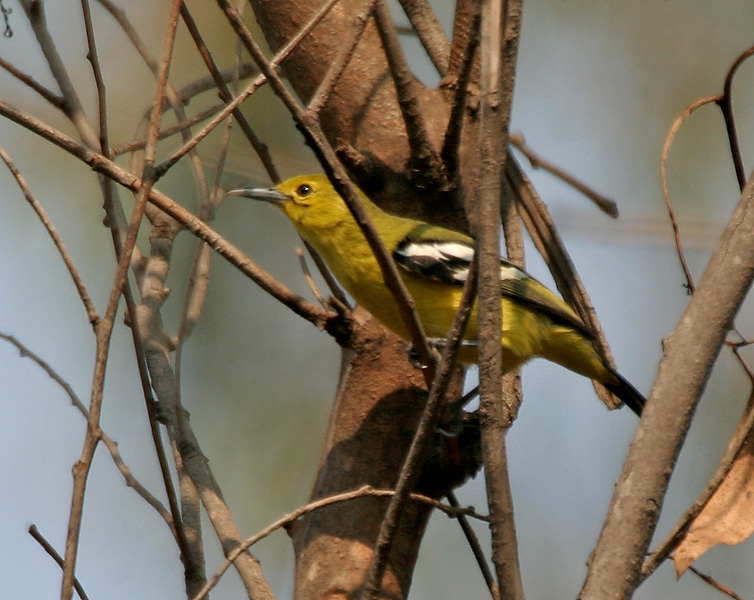
Vrouwtje
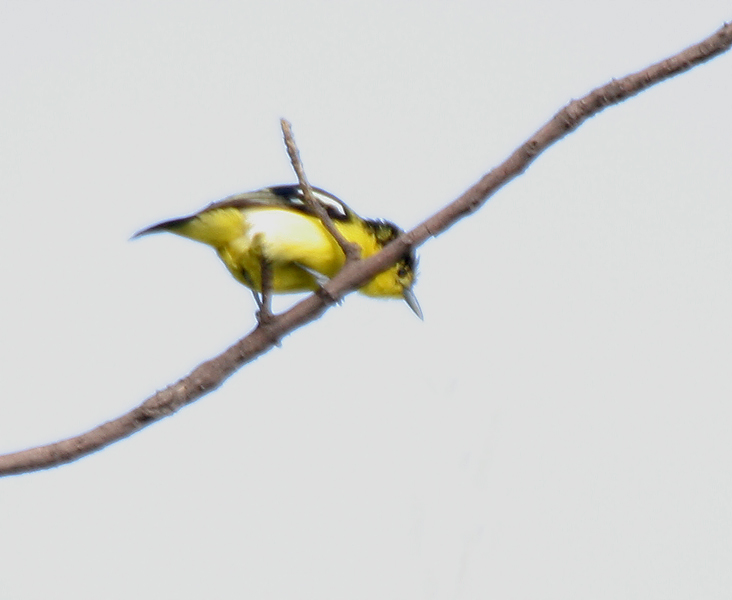
'Mannetje
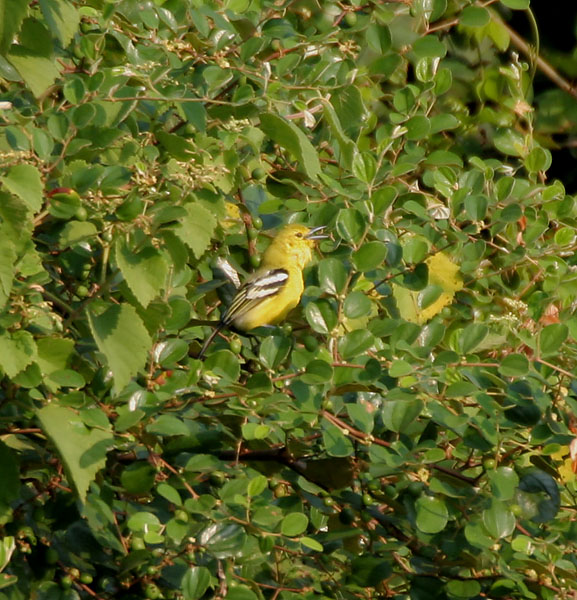
'Vrouwtje
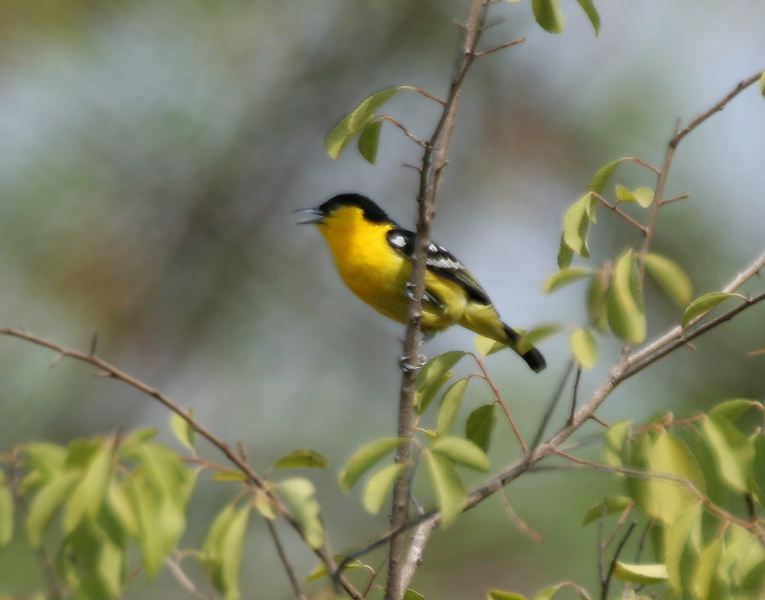
Zingend mannetje.

Museumexemplaren van ondersoorten, Naturalis
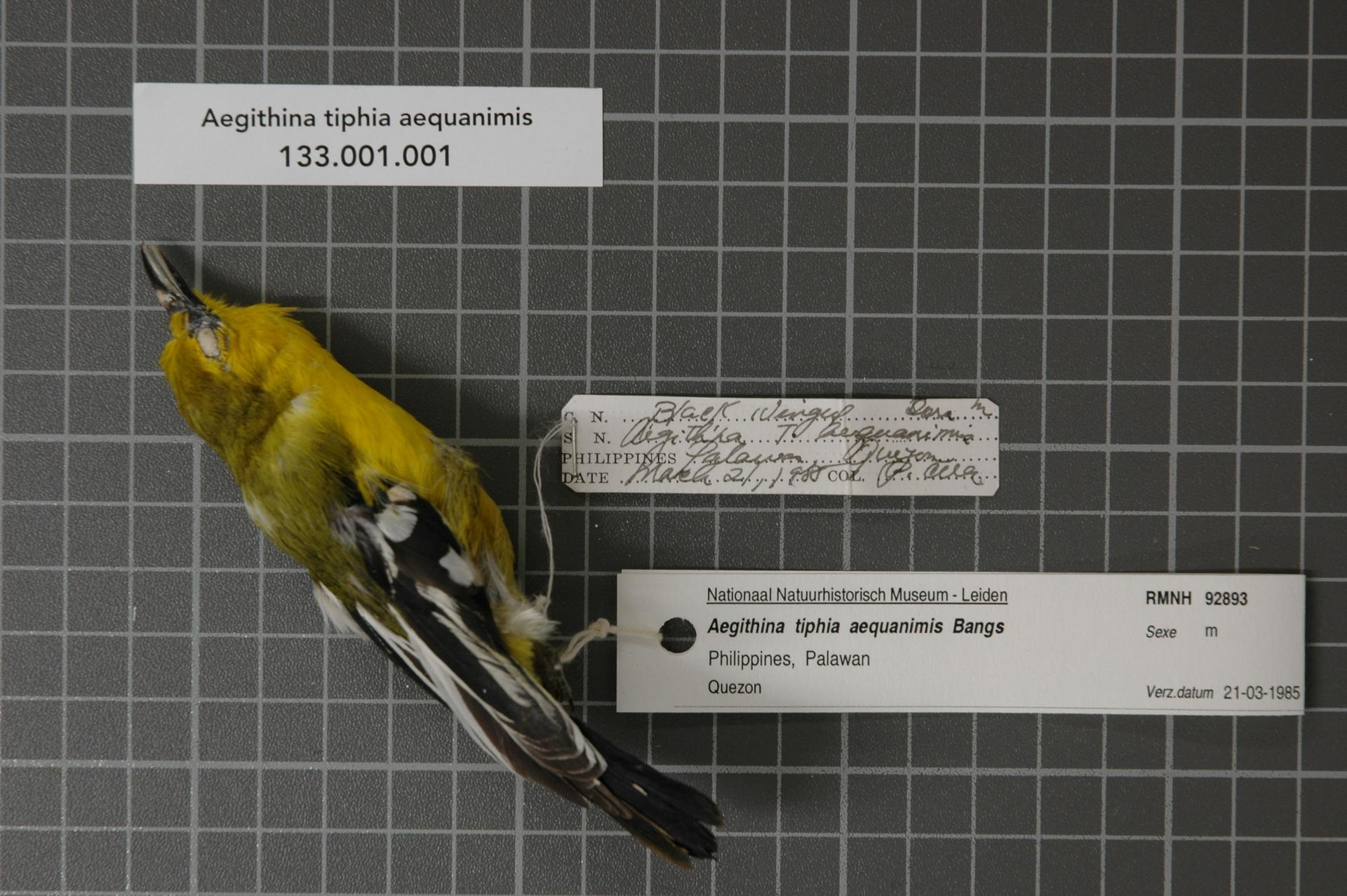
Aegithina tiphia aequanimis Bangs, 1922, man
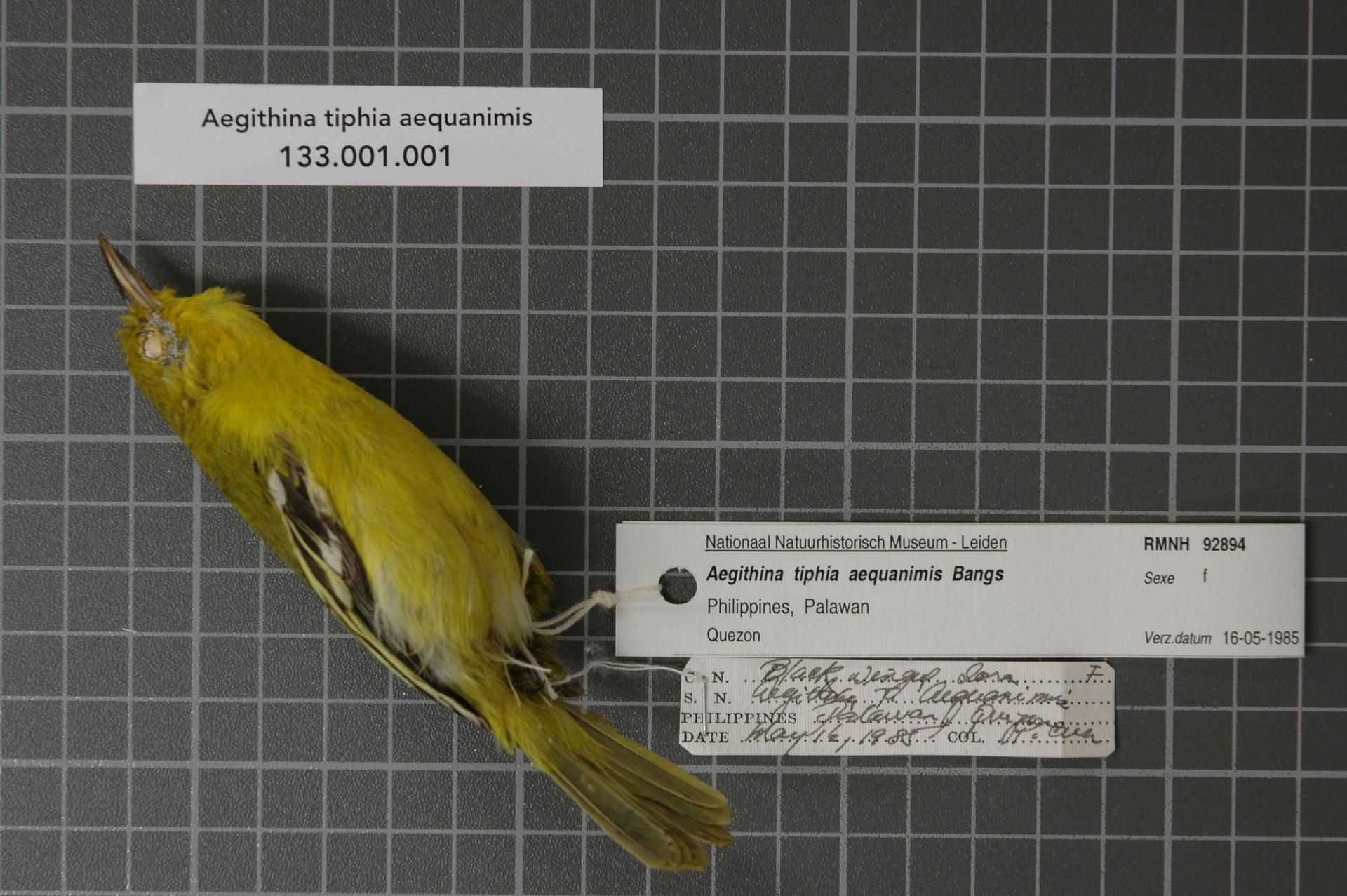
Aegithina tiphia aequanimis Bangs, 1922, vrouw
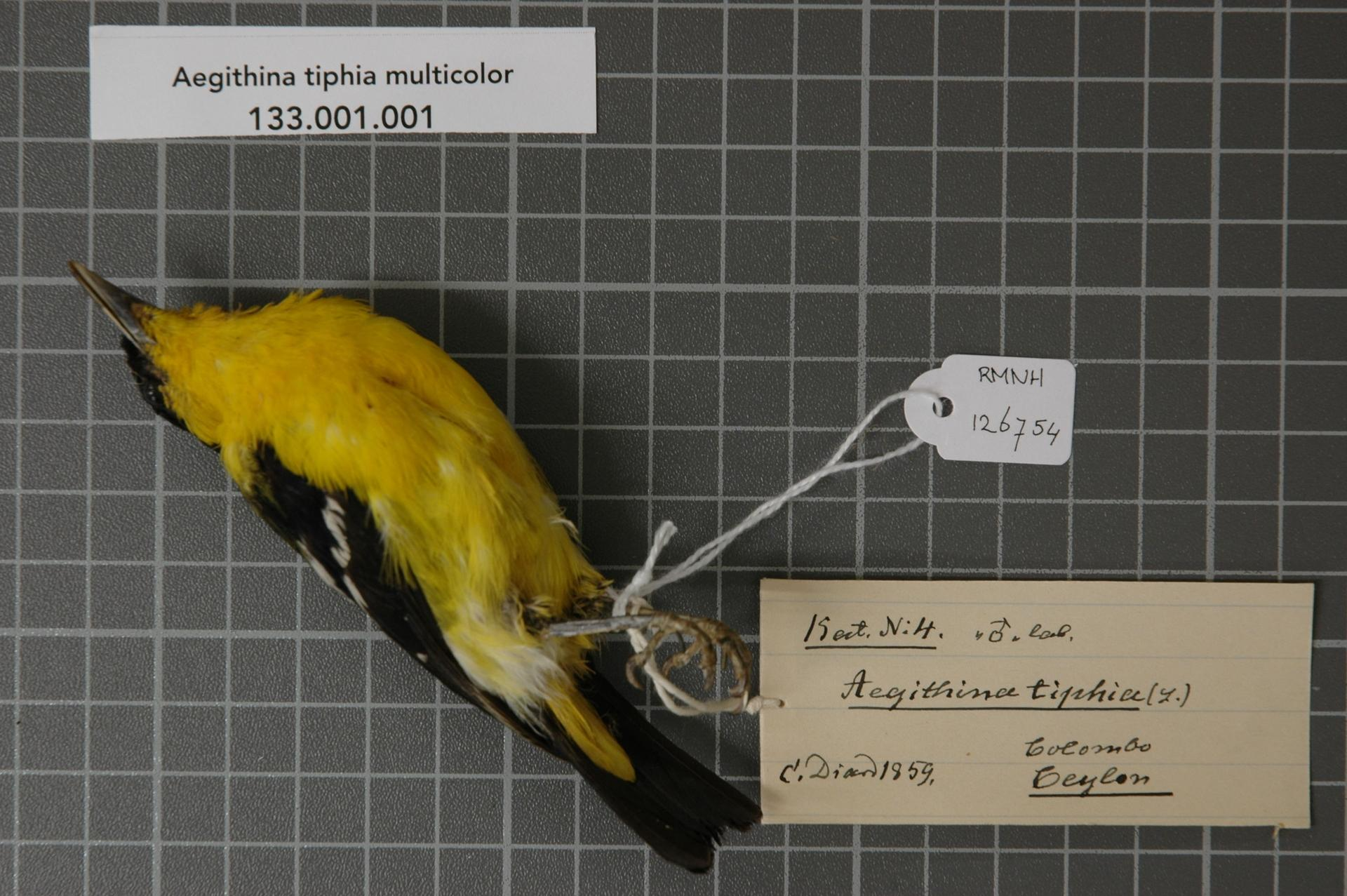
Aegithina tiphia multicolor (Gmelin, 1789), man
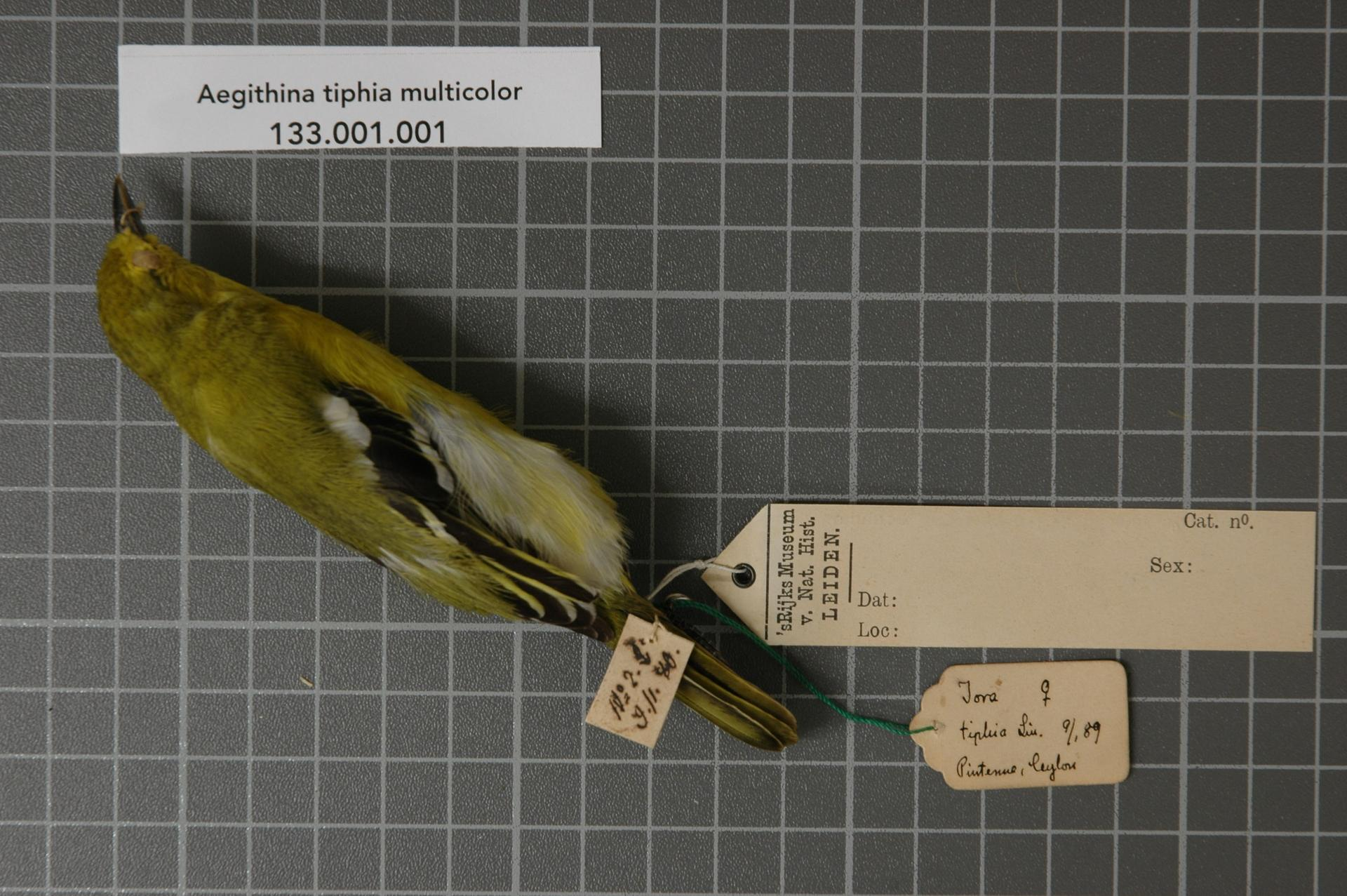
Aegithina tiphia multicolor (Gmelin, 1789), vrouw